# Winifred Freedman
Winifred Freedman (Granite City, 23 luglio 1957) è un'attrice e cantante statunitense.
Come attrice, è attiva soprattutto nei ruoli televisivi
È sposata con l'attore Scott Harlan.

## Filmografia parziale

### Cinema
- L'ultima vergine americana (The Last American Virgin), regia di Boaz Davidson (1982)
- Scuola di buone maniere (Reform School Girls), regia di Tom DeSimone (1986)
- Un eroe per il terrore (Hero and the Terror), regia di William Tannen (1988)
- Una pallottola spuntata (The Naked Gun: From the Files of Police Squad!), regia di David Zucker (1988)
- C.H.U.D. II: Bud the Chud, regia di David Irving (1989)
- I favolosi Baker (The Fabulous Baker Boys), regia di Steve Kloves (1989)
- Hellraiser 5: Inferno (Hellraiser: Inferno), regia di Scott Derrickson (2000)
- Evolution, regia di Ivan Reitman (2001)

### Televisione
- Jenny e Chachi (Joanie Loves Chachi) – serie TV, 17 episodi (1982-1983)
- Autostop per il cielo (Highway to Heaven) – serie TV, episodio 4x09 (1987)
- California (Knots Landing) – serie TV, episodio 11x09 (1989)
- Sposati... con figli (Married... with Children) – serie TV, episodio 8x15 (1994)
- Murphy Brown – serie TV, episodio 7x01 (1994)
- Una famiglia del terzo tipo (3rd Rock from the Sun) – serie TV, episodio 2x21 (1997)
- Profiler - Intuizioni mortali (Profiler) – serie TV, episodio 3x05 (1997)
- Dharma & Greg – serie TV, episodio 3x17 (2000)
- Settimo cielo (7th Heaven) – serie TV, episodio 6x10 (2001)
- JAG - Avvocati in divisa (JAG) –  serie TV, episodio 9x13 (2004)
- Desperate Housewives – serie TV, episodio 3x09 (2006)
- Senza traccia (Without a Trace) – serie TV, episodio 7x06 (2008)
- Major Crimes – serie TV, episodio 2x17 (2013)
- Pearson – serie TV, episodio 1x02 (2019)
- Young Sheldon – serie TV, episodio 3x04 (2019)
- Shameless – serie TV, episodio 11x12 (2021)